# Красник (гмина)
Красник (пол. Kraśnik) — сельская гмина (волость) в Польше, входит как административная единица в Красницкий повет, Люблинское воеводство. Население — 6997 человек (на 2004 год).

## Сельские округа
1. Домброва-Бур
2. Карпювка
3. Ковалин
4. Лясы
5. Микулин
6. Пасека
7. Пасека-Колёня
8. Подлесе
9. Слодкув-Первши
10. Слодкув-Други
11. Слодкув-Тшеци
12. Сплавы-Первше
13. Сплавы-Друге
14. Стружа
15. Стружа-Колёня
16. Сухыня

## Соседние гмины
1. Гмина Дзежковице
2. Красник
3. Гмина Шастарка
4. Гмина Тшидник-Дужы
5. Гмина Ужендув
6. Гмина Вильколаз
7. Гмина Закшувек